# マクロスΔ
『マクロスΔ』（マクロスデルタ、MACROSS DELTA）は、サテライト制作による日本のテレビアニメ作品。「マクロスシリーズ」のひとつに数えられるSF・ロボットアニメ。2016年4月から9月までTOKYO MX・BS11などで放送された。

## 製作
『超時空要塞マクロス』から続く「マクロスシリーズ」のアニメ作品としては7作目。テレビアニメとしては2008年放送の『マクロスF』に続く4作目かつ、毎日放送が製作に関与していない初の作品である。
2014年3月、TOKYO MXにおける『マクロスF』再放送の最終回後に「新作テレビシリーズ始動」が告知され、同年10月に「マクロスΔ（仮）」として制作が発表された。2015年9月に正式タイトルが『マクロスΔ（デルタ）』と発表され、同年10月29日に秋葉原UDXで製作発表会が行なわれた。
当初、本作の映像には国立国際医療研究センターの運営するウェブサイト上の画像が無断で使用されていたが、2017年1月26日にはそれについてのお詫びと円満に解決したとする報告がサテライト公式サイトで発表されている。
放送終了後の2018年2月9日、シナリオを再構築した劇場アニメーション『劇場版マクロスΔ 激情のワルキューレ』が公開され、2021年10月8日には完全新作の『劇場版マクロスΔ 絶対LIVE!!!!!!』が公開された。

## 作風
時代設定は『マクロスF』から8年後の西暦2067年。過去のテレビシリーズは巨大宇宙船内の市街区を舞台にしていたが、本作では「戦闘機がより自由に飛べる大気圏を中心にしよう」という考えから、銀河系辺境域の移民惑星が舞台となる。先史文明「プロトカルチャー」に遺伝子操作された種族たちが、星々で独自の文化を創りつつある時代とされている。これまでのシリーズは地球人類と未知なる異星人・宇宙生物との接触（ファーストコンタクト）を描いてきたが、本作では人類種間の戦争を扱い、敵対勢力側には中世ヨーロッパの騎士道物語のような「王国」や「騎士団」が登場する。「可変戦闘機に乗る騎士」というイメージは、河森正治総監督が1990年代初頭に企画した『空中騎行戦記』（『天空のエスカフローネ』の原案）から温めていたものである。
『マクロスF』がシリーズの中心的要素をまとめた作品だったのに対し、本作は『マクロスプラス』と『マクロス7』という対照的な2作を掛け合わせた作風になるという。タイトルのΔ（デルタ）は、「歌」「戦闘」「三角関係」というマクロスシリーズの3つの要素を忘れないようあえて付けたといい、ロゴマークのΔには隙間を空けている。
本作の主要テーマとしてチーム戦（チームワークやチームプレイ）があり、「マクロスシリーズ」伝統の三大要素にもそれぞれ反映されている。
「歌」に関しては、5人組の女性音楽ユニット「ワルキューレ」が登場する。フレイア役は歌姫オーディションに応募した約8,000人の中から18歳の鈴木みのりが選ばれ、美雲役の歌唱パートは「マクロスシリーズ」史上最年少歌手となる15歳のJUNNAが担当する。また、敵対国の歌い手であるハインツII世役の歌唱パートは、19歳のメロディ・チューバックが担当する。音響監督の三間雅文によると、劇中で歌われる曲はアフレコスタジオで収録する方式を採っている。
「可変戦闘機（バリアブルファイター）」に関しては、飛行編隊同士のドッグファイトや、歌い手をサポートする連携作戦が描かれる。なお、企画初期段階では空中戦の戦技競技会をメインとして、パイロットチームと音楽ユニットを組み合わせるという方向性だった。3DCGによる戦闘シーンでは『超時空要塞マクロス 愛・おぼえていますか』以来となる、大気圏内と宇宙空間における挙動の違いを表現している。なお、可変戦闘機はファイター（戦闘機）、ガウォーク（中間）、バトロイド（人型ロボット）の三段変形を特徴としているが、監督の安田賢司によると本作は「戦闘機としてのリアルさや挙動を追求する」という方向で制作されており、現実的には大気圏内で人型は「攻撃の的にしかならない」ということで、バトロイドに変形する場面は少なくなっている。のちに河森は、テレビシリーズにおいて5人組ユニットや戦闘をCGで描写するのは負荷が大きすぎたため、上記のような要素はほとんど使われなくなっており、「誤算だった」と述べている。戦闘シーン自体も「諸事情」によりシリーズ後半は少なくなったが、劇場版『激情のワルキューレ』では当初のプランが改めて盛り込まれ、バトロイド形態なども補強されている。
「三角関係」に関しては、恋愛だけではなく、チーム内の関係や敵味方の関係のような、さまざまな要素を盛り込んだ描き方になるとしている。

## あらすじ
西暦2009年に勃発した「第一次星間大戦」を生き延びた地球人類と異星巨人種族ゼントラーディは、種の存続を目的とした「銀河播種計画（宇宙移民計画）」を西暦2012年から実行。やがて銀河系全域へと生活圏を拡げ、各星系の先住種族との交流・共存も果たしたが、地球の新統合政府の政策に対する反感も生まれつつあった。
西暦2067年、銀河系各地で人々が自我を失い凶暴化する謎の奇病「ヴァールシンドローム」が発生し、これを歌の力で鎮静化するため、星間複合企業体ケイオスが擁する戦術音楽ユニット「ワルキューレ」と護衛可変戦闘機（バルキリー）部隊「Δ小隊」が活躍する。夢や目標を見いだせず放浪していた少年ハヤテ・インメルマンは、銀河辺境のブリージンガル球状星団に位置する惑星アル・シャハルで、ワルキューレに憧れる少女フレイア・ヴィオン、そして生真面目なΔ小隊の一員ミラージュ・ファリーナ・ジーナスと出会う。ハヤテとフレイアはヴァールの暴動に巻き込まれたことをきっかけに、それぞれΔ小隊とワルキューレの一員に加わり、拠点となる惑星ラグナで新たな生活を始める。
一方、フレイアの故郷である「ウィンダミア王国」は新統合政府に対して宣戦布告。先史科学文明プロトカルチャーが生み出した種族間の戦争が始まり、ハヤテは「空を飛ぶこと」、フレイアは「歌うこと」への覚悟を見いだす。ウィンダミア王国は「空中騎士団」と「風の歌い手」を擁し、ヴァール発症者をマインドコントロールして周辺の星々を勢力下に収めてゆく。増幅された「風の歌」の猛威が吹き荒れ、空中騎士団がさらに攻勢を強めるなか、ヴァール化の症状が進行していたΔ小隊のエース、メッサー・イーレフェルトが、空中騎士団のエース、キース・エアロ・ウィンダミアとの激闘の果てに命を落とす。そして国王指揮のもとアル・シャハルをも制圧したウィンダミア軍は、最後のプロトカルチャー遺跡が眠るラグナへと迫る。ワルキューレとΔ小隊は球状星団じゅうから集った部隊とともに防戦にあたり、メッサーの機体を受け継いだハヤテはフレイアの命を懸けた歌の力を借りてキースに一矢を報いるものの、遺跡上に出現した巨大システムをウィンダミア軍に掌握され、ラグナから住民ともども撤退を余儀なくされる。
球状星団に眠るプロトカルチャー遺跡すべての封印を解き、風の歌による「絶対制風圏」を確立したウィンダミア王国は、死亡した前国王に代わり「風の歌い手」ハインツ・ネーリッヒ・ウィンダミアを新国王に据える。全権を委ねられた宰相ロイド・ブレームは、7年前の独立戦争で大量破壊兵器による虐殺を行い、その罪をウィンダミア側に着せた新統合政府を打倒し、「大銀河文明」の樹立を目指すと宣言する。球状星団解放を目指すワルキューレとΔ小隊は、各惑星の遺跡に出現した巨大システムのひとつで反撃のための実験を試みるが、ハヤテはフレイアの歌との共鳴による影響で感覚拡張を起こし、ヴァール化の危機にさらされることになる。さらにワルキューレのエース、美雲・ギンヌメールの歌の干渉により、巨大システムは破壊される。美雲をめぐるケイオス上層部の対応に疑念を抱いたワルキューレメンバーは独自に動き、その結果、美雲の正体が対ヴァール用に作られたクローンであることが明かされる。
巨大システムの暴走により制風圏の一角が崩れたウィンダミア王国に対し、ケイオスは全戦力をもって反攻を開始する。戦いのなかで、ハヤテはフレイアとミラージュの思いに支えられて暴走を克服し、ワルキューレとΔ小隊は惑星ウィンダミアへと突入する。しかし、ハヤテたちは捕らえられて死刑判決を受け、美雲も、その正体がウィンダミア王国に伝わるプロトカルチャーの遺産「星の歌い手」であることを知ったロイドの手に落ちて操られる。ハヤテたちは脱出に成功するものの、ワルキューレは負傷者を出して作戦続行不能となり、美雲を残してやむなく撤退する。そのなかでフレイアは、歌うことによってウィンダミア人特有の老化現象が進行し、他の人類種よりもはるかに短い自分の寿命がさらに縮まったことに気づく。
その歌に触れた者の意識を同調させ自我を失わせる「星の歌い手」の力を手に入れたウィンダミア王国は、母星と対をなすラグナのシステム上に現れた「星の神殿」に美雲を据え、全銀河に歌を響かせようとする。ケイオスの部隊はこれを阻止すべくラグナに突入するが、ロイドは和平を求めるハインツの意に反し、「星の歌」の力によって全銀河に住まう人類種の意識を同調させて巨大な知性体へと進化させ、ウィンダミア人を核として永遠の統治をもくろむ。すべての自我が取り込まれようとするなか、ハヤテはフレイアに自分の思いを告白し、寿命の差を気にして気持ちを秘めていたフレイアもミラージュに叱咤され、その思いにこたえる。迷いを振り切ったフレイアの歌をきっかけに意識の同調を打ち破ったワルキューレとΔ小隊は、ハインツの命を受けた空中騎士団の助力を得て、美雲の救出に成功する。そしてキースは道をたがえた友ロイドをみずからの手で討ち、運命をともにする。ウィンダミア軍が撤退し、平和を取り戻したラグナの空で、ハヤテはフレイアとともに生きてゆくことを誓う。

## 世界設定・用語

### ヴァールシンドローム
本作の舞台となる時代の銀河全域では、ヴァールシンドロームと呼ばれる奇病が猛威を振るっている。2059年のバジュラ戦役後に発症が初めて確認された病で、人体の細胞にフォールド（超空間転移）して寄生する「フォールド細菌」（バジュラ戦役時におけるバジュラがもつ細菌と同じもの）の作用により発症し、血管の拡張、筋肉の肥大、自我の喪失、凶暴化などの症状が現れ、衝動のままに破壊を尽くす暴徒と化す。フォールド細菌は「セイズノール」という物質によって増殖する。
ヴァールシンドロームの初の発症確認とほぼ時を同じくして、フォールド細菌による自我への影響を抑える受容体「フォールドレセプター（フォールド因子受容体）」保有者も現れはじめた。バジュラという宿主を失ったフォールド細菌がランカ・リーを教材として、人類と新たな共生形態を持ったとみられる。星間複合企業体ケイオス（後述）はヴァールシンドロームに対抗すべく、フォールドレセプター保有者を集め、戦術音楽ユニット「ワルキューレ」を結成する。同ユニットの生体フォールド波を伴った歌声でヴァールの鎮静・予防が可能となるが、これはあくまで対症療法にすぎず、根本的な治療法は確立されていない。録音やデータ化した音声では生体フォールド波の効果が激減するため、歌い手が直接生の歌声を聴かせる必要がある。のちに対抗策として開発されたフォールドジャミング装置により、ある程度発症を抑制させて戦闘を継続する対策も行われるが、装置を破壊されると無効化される欠点を持つ。

### ケイオス
ケイオスは、銀河を股にかけて活動する星間複合企業体。もとはフォールド波通信・情報、フォールド航法事業のベンチャー企業で、10年ほどで規模を拡げ、傘下に芸能部門や軍事部門などさまざまな事業を抱えている。民間企業でありながら、マクロス級戦艦や最新鋭機のVF-31といった強力な軍事兵器を保有している。ただし、独自の軍事行動は行わず、契約先の自治体の依頼に応じる範囲で活動している。主人公たちは、本作の舞台となるブリージンガル球状星団に位置する惑星ラグナ（後述）を拠点とする「ケイオス・ラグナ支部」に所属することになる。
ケイオスによってヴァールに対処するために結成された戦術音楽ユニット「ワルキューレ」は、歌声に含まれる生体フォールド波の作用により、ヴァールの沈静化や予防を任務とする。キャッチコピーは「超時空ヴィーナス」。物語開始時点のメンバーは4人であり、フレイアが新たに加入することで5人体制となる。メンバーは全員フォールドレセプターの保有者であり、新メンバーオーディションは保有者を探す目的を兼ねている。
ケイオス・ラグナ第三航空団所属のVF小隊「Δ小隊（デルタしょうたい）」は、ワルキューレの護衛兼パフォーマーを務める。前進翼を採用した特注のVF-31 ジークフリードを主力機とし、物語開始時点では4機編成。のちにフォールドレセプター保有者でもあるハヤテ・インメルマンの加入により5機編成となるが、2番機に搭乗するメッサー・イーレフェルトが戦死し、再び4機編成となる。
ワルキューレとΔ小隊の設立・運営には「レディ・M」と呼ばれる存在が関与している。物語中においてはいっさい姿を見せず、その正体は最後まで明らかにされることはない。

### ブリージンガル球状星団
本作の舞台は、サジタリウス渦状肢の先端近くに位置するブリージンガル球状星団。直径はおおよそ1000光年ほど。銀河系外縁部に位置するため、地球を中心とする新統合政府の影響力が少ない。50万年前、滅亡に瀕したプロトカルチャーが最後にたどり着いた地とみられ、ゼントラーディ軍の破壊を逃れた遺跡が星々に残されている。各惑星には地球などから旅立った船団による移民が行われており、新統合軍が各移民船団の護衛として随行し、移民先の惑星にそのまま現地軍として駐屯している。複数の惑星において、地球外の人類種も先住民として暮らしているが、『超時空要塞マクロス』から登場するゼントラーディ人と同様に、祖先がプロトカルチャーによる遺伝子操作を受けているため、異なる星系の人種でも容姿は似通っている。球状星団の人口は80億人。
ブリージンガル球状星団に位置する惑星のうち、おもな舞台となるのはワルキューレとΔ小隊の拠点である惑星ラグナと、フレイア・ヴィオンの故郷にして、本作の敵勢力「ウィンダミア王国」の母星である惑星ウィンダミアIV。物語中、ケイオス・ラグナ支部の面々はワルキューレによる対ヴァールシンドローム用のライブや防衛任務、潜入工作活動のためにさまざまな惑星に移動することになる。
各惑星の名称や設定は、本作の文芸を担当した小太刀右京が考案し、風景はロマン・トマが河森らとロケーション・ハンティングで赴いた土地などを参考にデザインした。

#### 惑星ラグナ
惑星ラグナ (Ragna) は、物語の最初の舞台となる惑星アル・シャハルから30光年の距離に位置する、青い海に覆われた海洋惑星。
先住民のラグナ人は水中生活に適応した種族で、首のえら、肘のひれや指のあいだの水掻き、浅黒い肌と縮れた頭髪が身体的特徴。クラゲを信仰する風習があり、年に一度、ラグナの海神を称える「クラゲ祭り」が行われる。また、死者の魂を海に還す「クラゲ送り」という慣わしもある。ほかにウミネコという水棲哺乳類が棲息しており、地球における鳥類のウミネコではなく、上半身はネコ、下半身はアザラシのような形をしている。鳴き声や習性は陸上のネコに近く、ネコアレルギーも発症させる。ラグナ人とは害獣退治用に長らく共生関係にあり、地球人のあいだではペットとして人気がある。ワルキューレも「キュルル」と名づけペットとして飼っている。
ケイオス・ラグナ支部が置かれている港湾都市バレッタシティは、豊かな海産資源に恵まれ、なかでもバレッタクラゲのスルメが名産。沖合には都市型移民船アイランド・ジャックポットと、家屋や店舗を兼ねた数々の船が停泊しており、丘の上にはケイオス・ラグナ支部の基地となる戦艦マクロス・エリシオンが鎮座する。Δ小隊のチャック・マスタングが経営する飲食店船「裸喰娘娘（らぐにゃんにゃん）」には、ワルキューレやほかのケイオス社員もよく来店する。Δ小隊の男子寮も兼ねており、のちにハヤテも入寮する。有名な中華料理チェーン店「娘々」の人気にあやかって命名したもので、系列店ではない。ラグナ撤退時には船ごとアイランド船に避難する。
バレッタシティ近くの海底にはプロトカルチャーが遺した「アーグルパトラ遺跡」が存在する。新統合軍が仕掛けた指向性戦術反応弾の爆発に巻き込まれ消滅し、跡地には亜空間より巨大なプロトカルチャーシステムが現れる。その後、「風の歌」に反応し、球状星団各地の遺跡にも同様のシステムが出現する。ラグナのシステムは惑星ウィンダミアIVと対の関係にあり、のちにウィンダミア王国に伝わる「星の歌い手」の歌を全銀河に響かせるための舞台となる「星の神殿」が現れる。
ラグナの山や建物、街中の設備などは総じてクラゲをモチーフとしている。バレッタシティの美術デザインのモデルはマルタ共和国の首都バレッタ。水上集落はドバイの商店街、海岸の岸壁はマルタ島のブルーグロット（青の洞門）をモデルにしている。ラグナ人は、戦争で建物を破壊されても翌日には建て直すという精神力をもったマルタ島民がモデルである。クラゲを信仰しているという設定は、シナリオ会議の当時に河森が糖質制限をしていたため、会議中に甘い菓子の代わりにスルメを食べていたことに由来する。

#### 惑星ウィンダミアIV
惑星ウィンダミアIV (Windermere) は、ラグナから800光年離れた、次元断層（フォールド断層）に囲まれた宙域に位置する惑星。地形の大部分は雪庇のような形状の急峻な山岳地帯で非常に寒冷な気候であり、一年の大半は大地が雪に覆われている。2027年に地球の宇宙移民船メガロード-04が次元断層を漂流したすえ、偶然たどり着いた。
先住民のウィンダミア人は、外見は地球人と大差ないが、マイクローン化したゼントラーディを上回るほどの高い身体能力を持つ。一方で肉体の老化が早く、平均寿命は30 - 35年と短命な種族。成人するまでの成長速度は地球人と変わらないが、二十代なかばを過ぎると急激に老化し、皮膚にひびが入り雲母のように薄く剥がれ落ちる症状が顕れる。そのため、他種族よりも早婚の傾向が強い。頭部には「ルン」と呼ばれる頭皮に同化した感覚器官を持つ。形状は男性は星型やストレート型のものがふたつ、女性はハート型や水滴型のものがひとつ。脳波に同調して大まかな感情に合わせて発光し、興奮すると動いたり大きくなったりする。他者の感情を読み取ったり、危険を察知することができ、ルンで感知したフォールド波を「風」と呼んでいる。ルンを凝視されたり触られたりするのは恥ずかしく、大人がみだりに光らせるのも、はしたないこととされている。ルンには微量の生体フォールドクォーツとフォールドレセプターが宿っており、ゆえにウィンダミア人は生まれながらにヴァールに抗体を持っている。自然とともに素朴な暮らしを営んでおり、地球人の大地を汚す行為を許しがたく思っている。地球人に出会うまでは自分たちが短命な種族であるとは思っていなかったため、進んだテクノロジーを持ち寿命が長いが、ルンを持たず身体能力の低い地球人に複雑な思いを抱いている。
名産品はウィンダミアアップル。「銀河リンゴ」とも呼ばれる惑星ウィンダミア産のリンゴで、フレイアの大好物でもある。美味かつ栄養豊富、さらに安価であることから、ほかの星系国家や現地に駐留する新統合軍にも広く流通している。リンゴ自体は普通の果実だが、プロトカルチャー遺跡から湧き出す天然水を同時に摂取することで、ヴァール化の要因である高濃度のセイズノールが合成される。
ウィンダミア人は竜鳥（りゅうちょう）と呼ばれる鳥のような生物を飼う習慣があり、「ドラッヘハウゼ」という狩りの腕を競う大会もある。
ウィンダミアのイメージはスイスやドイツ、北欧で、建造物は鳥や木をモチーフとしている。

##### ウィンダミア王国
ウィンダミア人は地球の中世ヨーロッパに似た王制国家、ウィンダミア王国（風の王国）を形成し、ウィンダミア星系を統治している。王都はダーウェント。新統合政府と国交を結ぶが、その不平等な条約内容に対する不満から、2060年に独立戦争を挑み（第一次独立戦争）、新統合政府側において「カーライルの黒い嵐（後述）」と呼ばれる惨劇の果てに事実上の停戦状態となり、以降は星系間の移動や地球文化の流入を規制する鎖国政策を敷いてきた。2067年、「プロトカルチャーの正統なる末裔」として再度新統合政府に宣戦を布告（第二次独立戦争）。ブリージンガル球状星団に「制風圏」を確立することを目指し、ほかの星系国家に対しても共闘を呼びかける。ウィンダミアアップルと天然水を流通させ、これを摂取した人間をヴァール化し、ウィンダミア王家にしばしば現れ、風や大地、竜鳥と心を通じあわせるとされる伝説の「風の歌い手」が歌う「風の歌」でヴァール発症者を操り、新統合政府に対する武力蜂起の切り札とする。球状星団の惑星に存在するプロトカルチャー遺跡をすべて起動させ、知性体のヴァール化を促進する特殊なフォールドサウンドフィールドで球状星団全体を包囲し制風圏確立に成功するが、軍を率いた国王グラミア・ネーリッヒ・ウィンダミアが死亡し、その息子で「風の歌い手」のハインツ・ネーリッヒ・ウィンダミアが新国王に即位、宰相ロイド・ブレームに国家の全権を委任する体制へと移行する。「風の歌い手」が国王となるのは150年ぶりとされる。
ウィンダミア王家が擁する直属の精鋭部隊「空中騎士団（くうちゅうきしだん）」は、かつては飛行生物に乗ったり、ムササビスーツを着て風に乗り、空から攻城作戦を行う猛者たちだったが、地球技術の伝播後、可変戦闘機部隊へと変貌した。独立戦争当時の主力機はSv-154で、現行主力機はSv-262 ドラケンIII。部隊のエースは「ダーウェントの白騎士」の称号で呼ばれ、代々のエースパイロットに受け継がれてきた。
ウィンダミア王国の最大の支援者であるイプシロン財団は、兵器から食料・医療品にいたるまで多彩な事業を展開する銀河規模の巨大財閥。統合戦争時代、反統合同盟側に協力した組織の流れを汲む傘下の技術者たちが開発した機体を提供し、プロトカルチャーシステムの解明にも協力するが、ウィンダミア王国とはあくまでもビジネス上の関係で、新統合軍やケイオスとも取引を行っている。

##### カーライルの黒い嵐
2060年の第一次独立戦争においては、約8か月の戦闘のすえ、銀河条約で使用が禁じられている次元兵器と呼ばれる大量破壊兵器が惑星ウィンダミアIVのスカーフェル地方カーライル市へ投下され、多数の新統合軍将兵と数百万のウィンダミア人を巻き込む多大な被害を出した。新統合政府側に「カーライルの黒い嵐」と称されるこの惨劇を機に、新統合軍は撤退し、事実上の休戦状態が続くことになる。次元兵器の爆心地には今も稲妻を放つ時空の亀裂が残り、慰霊の場であると同時に地球人への憎悪の象徴となっている。
2067年の制風圏確立後、ハインツの国王即位式典において、ウィンダミア王国は新統合軍側が次元兵器を投下したと主張し、監視衛星が捉えた新統合軍の特殊作戦機VF-22 シュトゥルムフォーゲルIIが次元兵器を投下する映像を公開する。従来、新統合軍は駐屯基地ごと被害を受けたため、表向きにはウィンダミア側が投下したと主張してきたが、新統合軍内部ではウィンダミア側に内通したハヤテの父、ライト・インメルマン少佐が新統合軍基地に秘密裏に持ち込まれていたものを強奪して使用したとしている。次元兵器は使用はもちろん持ち込みも条約により禁じられているために、このことは第一級軍事機密とされている。
のちにウィンダミア王国に潜入したワルキューレメンバーにより、ライトの機体から壊れたボイスレコーダーが発見され、サルベージの結果、プロトカルチャー遺跡の謎をウィンダミア側に解明されることを恐れた新統合軍が次元兵器で遺跡を王都ダーウェントごと消し去ろうとし、投下命令を受けたライトが従うふりをして次元兵器を被害の少ない箇所に移そうと試みるものの、途中で遠隔操縦に切り替えられカーライルに投下されたことが判明する。

#### その他の惑星
惑星アル・シャハル (Al Shahal)
本作の最初の舞台となる惑星。観光産業の振興により都市部の開発が進められているが、周辺は砂漠に囲まれている。物語開始当初、ハヤテはこの地の宇宙港で貨物コンテナの荷役に従事している。プロトカルチャーの遺跡が存在し、コータル人という砂漠生活に適応した先住民がいるとされる。
美術デザインのモデルはアラブ首長国連邦のドバイ。宇宙港のデザインはドバイの人工島パーム・ジュメイラの陸と海を逆にした形である。
惑星ランドール
初登場は第4話。ヴァール発症予防のため、自治政府の依頼を受けてワルキューレのワクチンライブが行われ、新たに加入したフレイアがデビューを飾る。第22話ではケイオス・ヴォルドール連合軍が対ウィンダミア反攻作戦における陽動のために襲撃をかける。
惑星ヴォルドール (Voldor)
蜂起したウィンダミア軍が最初に制圧する惑星。先住民のヴォルドール人は、 猫型哺乳類から進化した種族で、獣耳と尻尾、顔面の入れ墨のような紋様が特徴。一面がジャングルに覆われ、プロトカルチャーの遺跡「パラガナール遺跡」が存在する。第7話から第8話にかけてワルキューレとΔ小隊が潜入し、ヴァールシンドロームとウィンダミア王国の関わりを突き止める。のちにラグナと同様の巨大システムが出現し、第18話においてケイオス、ウィンダミア双方が異なる目的のもとにシステムの起動実験を行い、暴走を招くことになる。
街並みのデザインはシンガポールのガーデンズ・バイ・ザ・ベイにあるオブジェのシルエットと、ベトナムのハノイのイメージを合わせたもの。
惑星アルヴヘイム (Alfheim)
宇宙移民が入植した開拓惑星で、メッサー・イーレフェルトが新統合軍時代に都市マリエンブルグに駐留していた。2065年にヴァールの影響で全滅。プロトカルチャーの遺跡が存在する。第22話において、ワルキューレが遺跡上に出現した巨大システムで戦術ライブを実施しフォールドゲートを出現させ、Δ小隊とともに惑星ウィンダミアIVに突入する。
ブリージンガル球状星団に位置する惑星はほかに、第6話においてヴォルドールに次ぎウィンダミア軍が制圧する惑星リスタニア (Listania) 、惑星エーベル (Airberl)、惑星アンセムIII (Anthem III)の存在に触れられ、Δ小隊はこれらの惑星を転戦し連敗してきたことが語られる。同話では惑星エーベルの「リグ＝スタニア遺跡」に対し「風の歌」の共鳴実験が行われ、惑星イオニデス (Ionideth) ではヴァールシンドロームが発生し、衛星軌道上でΔ小隊と空中騎士団が交戦する。エーベル、リスタニアにはプロトカルチャー遺跡が存在するが、イオニデスには存在しない。第21話の回想シーンにおいては、ワルキューレのリーダー、カナメ・バッカニアの故郷として、長く内乱が続いていたという惑星ディバイドの名が出る。劇中では所在が明確にされることはないが、これもブリージンガル球状星団に位置するとされる。

## 登場人物

### 主要人物
ハヤテ・インメルマン（Hayate Immelmann）
声 - 内田雄馬
本作の主人公。9月21日生まれの17歳。身長169cm。ぶっきらぼうながらも真っ直ぐな性格の持ち主。
軍人の父ライトと軍医の母アサヒのあいだに生まれ、父から贈られたフォールドクォーツのペンダントを身につけている。猫アレルギーで、猫（海猫やヴォルドール人などの近縁種も含む）が近くにいるとくしゃみが止まらなくなる。ワルキューレのメンバーと同じく、ヴァールを抑えるフォールドレセプターの保有者でもある。
かつては明確な夢や目標を持てず、実家を出て職を変えながら銀河じゅうを流浪していた。惑星アル・シャハルでフレイアと出会い、ヴァール発症者たちの暴動に巻き込まれたフレイアを救うべくVF-171に搭乗したことがきっかけで、「風に乗ること」の喜びを知る。パイロットとしての資質をアラド隊長に認められ、惑星ラグナに駐留するΔ小隊の隊員となる。コールサインはデルタ5。のちにデルタ4となる。階級は当初准尉で、のちに少尉に昇進する。もともと軍隊を嫌っていたが、「戦争を終わらせて自由に飛べる空を取り戻す」ためにウィンダミアとの戦いに身を投じる。
天性のリズム感の持ち主で、風を読み、機体を踊るように操るさまは「インメルマン・ダンス」と呼ばれる。自由に飛ぶことを信条にし、操縦支援AIのアシストを嫌い、緊急脱出時以外はヘルメットを着けないまま機体に搭乗する。戦闘では相手を極力殺さないよう、コクピットを避けて攻撃する。
フレイアの歌と共鳴し、キースと互角に渡りあうほどの能力を発揮できるようになるが、感覚拡張によりしだいにヴァールシンドロームによる暴走に近い症状が見られるようになる。惑星アルヴヘイムでの戦闘中に暴走状態に陥り、フレイアとミラージュの必死の叫びで正気を取り戻す。
そしてラグナでの最終決戦で、「星の歌」によって形成されたフォールドニューロネットに取り込まれかけるなかでフレイアに思いを告白する。
搭乗機
Δ小隊加入前
- ワークロイド - 第1話。アル・シャハルにおける荷役作業で使用。
- VF-171 ナイトメアプラス - 第1話、第2話。新統合軍の機体を無断で使用。
- VF-1EX バルキリー - 第3話。Δ小隊の入隊試験時に搭乗。カラーリングは青。

Δ小隊加入後
- VF-31J ジークフリード - 第4話 - 第13話。
- VF-31F ジークフリード - 第13話 - 第24話。メッサーの機体を借用。
- VF-31J改 ジークフリード - 第26話。

フレイア・ヴィオン（Freyja Wion）
声 - 鈴木みのり
ワルキューレにあこがれてウィンダミア王国を飛び出してきた、ウィンダミア人の少女。ワルキューレの新メンバーとなる。

ミラージュ・ファリーナ・ジーナス（Mirage Farina Jenius）
声 - 瀬戸麻沙美
Δ小隊の女性パイロット。コールサインはデルタ4、のちにデルタ2。統合軍のエースパイロット夫婦マクシミリアン・ジーナスとミリア・ファリーナ・ジーナスの六女ミランダの娘であり、『マクロス7』に登場するミレーヌ・フレア・ジーナスの姪にあたる。18歳。2月11日生まれ。身長164.5cm。上記の出自より地球人とゼントラーディのクォーターであり、尖った耳を持つ。搭乗機はVF-31C。階級は少尉、のちに中尉に昇進。
かつては新統合軍に所属していたが、敵を倒すことになじめなかったところ、祖父母よりリン・ミンメイの話を聞き、叔母にミレーヌがいることもあり歌の力を使うワルキューレに興味を抱き、アラドの誘いを受けてケイオス入りした。職務にプライドを持って臨んでいるが、真面目が過ぎて融通が利かない性格。パイロットとしても優秀だが、応用力に欠けることから教科書どおりと言われ、祖父母の名声へのプレッシャーを抱えている。
アル・シャハルの街で誤ってフレイアを押し倒したハヤテを犯罪者と勘違いして取り押さえたことから、ふたりと面識を持つ。ハヤテの入隊時には教育係を命じられ、当初は口喧嘩をしあう間柄ながら、実戦で互いに助け合ううちに信頼関係を築いていき、やがてそれが恋心へと昇華していく。
ラグナでの最終決戦直前で、フレイアの右手に老化の兆候が現れはじめたのを知る。最終決戦で、ハヤテの告白を聞いてもなお躊躇するフレイアを見て、報われないと承知のうえでハヤテに好きだと告白したあとで、自身の思いを言い出せないフレイアを叱咤する。
搭乗機
- VF-31C ジークフリード
- VF-1EX バルキリー - 第3話。ハヤテの入隊試験時に使用。カラーリングは赤。

### ケイオスの人物

#### ワルキューレメンバー
美雲・ギンヌメール（みくも ギンヌメール / Mikumo Guynemer）
声 - 小清水亜美 / 歌 - JUNNA
ワルキューレのエースボーカル。
カナメ・バッカニア（Kaname Buccaneer）
声 - 安野希世乃
ワルキューレのリーダー。
レイナ・プラウラー（Reina Prowler）
声 - 東山奈央
ワルキューレの電子作戦担当。
マキナ・中島（マキナ なかじま / Makina Nakajima）
声 - 西田望見
ワルキューレのメカニック担当。
ほか、回想シーンにのみ登場する元在籍メンバー2名が存在する。

#### Δ小隊メンバー
アラド・メルダース（Arad Mölders）
声 - 森川智之
小隊隊長。コールサインはデルタ1。元・新統合軍所属で、包容力と厳しさを併せ持つ兄貴分的存在。33歳。1月10日生まれ。身長182cm。搭乗機は竜の頭蓋骨（スカルマーク）を描いたVF-31S。階級は少佐。
小隊の指揮官としてみずから隊員のスカウトも行っているが、集めてくるメンバーはいずれもが曲者ぞろいとなっている。惑星ラグナ名物のクラゲにちなんだことわざをよく使う。エリシオン艦長のアーネストとは新統合軍時代からの戦友で、ともにウィンダミア独立戦争に従軍した過去を持つ。ハヤテの父ライト・インメルマンは当時の上官で、その心優しい人柄をよく知るがゆえに、ウィンダミアで大量虐殺を行ったとされているライトの無実を信じており、素性を知りつつハヤテをΔ小隊に加える。
搭乗機
- VF-31A カイロス - Δ小隊結成前に搭乗。第21話の回想シーンで描かれる。
- VF-31S ジークフリード
- VF-22 シュトゥルムフォーゲルII - 第24話。ライトが遺した機体に搭乗。

メッサー・イーレフェルト（Messer Ihlefeld）
声 - 内山昂輝
小隊のエースパイロット。コールサインはデルタ2。アラドをも凌ぐと噂されるほどの操縦技術を持つ。21歳。12月14日生まれ。身長191cm。搭乗機は死神のパーソナルマークを描いたVF-31F。階級は中尉。
冷静沈着なプロフェッショナルで、戦場が生命のやり取りの場であることをシビアに考え、ヴァール化した友軍兵士を撃つこともためらわない。ハヤテ、ミラージュ、チャックらの教官役も務め、戦士としての成長を促すためにあえて辛辣な態度で接する。空中騎士団との交戦では「白騎士」キースとのエース対決に心血を注ぐ。
新統合軍に所属していた2年前、惑星アルヴヘイムでヴァール発症者となったが、当時ワルキューレのエースボーカルだったカナメが歌う「AXIA」によって救われた。以来、その曲をブレスレット型の携帯音楽端末に入れて大事にしていた。
ウィンダミアとの戦いが激化するなかでヴァールが再発したため、ララミス星系の部隊に訓練教官として転属することが決定するが、惑星アル・シャハルで仲間たちが危機に陥った際に戦線に急行。カナメの歌声に支えられながら、キースと壮絶な空中戦を繰り広げ、戦死する。キャノピー越しに心臓を正確に撃ち抜かれており、損傷が軽微だった乗機は修復され、のちに自分の機体を失ったハヤテに引き継がれる。
チャック・マスタング（Chuck Mustang）
声 - 川田紳司
小隊の早期警戒任務担当。コールサインはデルタ3。惑星ラグナ出身のラグナ人。24歳。8月28日生まれ。身長173cm。搭乗機はVF-31E。階級は少尉。のちに中尉に昇進。
小隊のムードメーカーで、気に入った女性を口説かずにはいられない性格。普段は「裸喰娘娘」の調理人でもあり、メッサーに恋心を抱く一番上の妹マリアンヌ、弟のハックとザック、一番下の妹エリザベス（声 - 金魚わかな）という4人の弟や妹たちと店を切り盛りしている。新入りのハヤテに対しても最初から友好的に接する。
ラグナからの撤退後は、新統合軍が仕掛けた指向性反応弾の爆発によって生じた波にのまれて消息不明になったマリアンヌの身を案じながら戦い抜き、帰還したラグナで生きていたマリアンヌとの再会を果たす。

#### マクロス・エリシオンのクルー
アーネスト・ジョンソン（Ernest Johnson）
声 - 石塚運昇
マクロス・エリシオンの艦長。40代。4月1日生まれ。ゼントラーディと地球人のハーフ。身長227cm。その体格から生み出される怪力を活かし、格闘技の教官も務める。つねに不利な陣営に身を投じる変わり者の傭兵で、「百戦百敗・無冠の名指揮官」と呼ばれている。
元・新統合軍人であり、艦隊戦の教官としてウィンダミアに赴任していた経歴を持つ。ウィンダミア国王のグラミアは当時の教え子だったが、第一次独立戦争直前に教官職を解任され、敵同士として独立戦争を戦った。7年後、ケイオス・ブリージンガル球状星団連合艦隊総司令として、ふたたびグラミアと相対する。
ベス・マスカット
声 - 沢井美優
ブリッジオペレーター。眼鏡を掛けた紫色の髪の女性。酒豪で、ビールを何杯も呑むシーンが複数回ある。
ミズキ・ユーリ
声 - 金魚わかな
ブリッジオペレーター。頭に黄色いクラゲを乗せた緑色の髪の女性。このクラゲは動く描写がある。
ニナ・オブライエン
声 - 辻美優
ブリッジオペレーター。帽子を被った赤茶色の髪の女性。ジャケットの胸元にウミネコを抱いている。
ガイ・ギルグッド、ハリー・タカスギ
声 - 佐々木義人（ガイ）、木村良平（ハリー）
ともにVFの整備士。ガイはちょび髭の中年男性。ハリーは帽子を被った青い髪の若い男性。

### ウィンダミア王国の人物

#### 空中騎士団メンバー
キース・エアロ・ウィンダミア（Keith Aero Windermere）
声 - 木村良平
「ダーウェントの白騎士」の称号を持つエースパイロット。騎士道精神を貫く孤高の人物で、強者との戦いを喜びとする生粋の戦士。乗機は指揮官用のSv-262Hs。19歳。2月25日生まれ。身長179cm。
国王グラミアの長男だが、生母が側室であったため、正室（王妃）の子である弟ハインツに王位継承権を譲り臣下の騎士となる。ハインツに対してはあくまでも臣下として距離を置いているが、ハインツの身に危険がせまったときは弟を案じる兄としての顔を見せる。
故郷を汚した新統合政府の打倒を強く望んでおり、穏健派のロイドとは意見を違えるが、幼少時より行動をともにしてきたこともあり、一定の信頼を寄せる。
Δ小隊で唯一自身と渡り合ったメッサーを好敵手と認め、パイロットとしての決着を熱望するようになる。数度もの壮絶な空中戦の果てにメッサーに勝利しつつも、その力量に最大限の敬意と賞賛を示す。
ウィンダミア全軍規模の惑星ラグナ侵攻作戦で、フレイアと共鳴したハヤテに撃墜され右目を失うも、これをきっかけにルンの感覚が研ぎ澄まされ、さらなる戦闘能力を得る。
グラミア亡きあと、主戦論に転向し、ハインツの老化やグラミアの本当の死因を隠していたロイドに不信感を募らせ、ロイドを信頼しすべてを任せるハインツに対し、それは己のなかに吹く「真（まこと）なる風」であるのかと問う。
ラグナでの最終決戦では、「真なる風」を示したハインツの命令を受けてΔ小隊を援護し、機体を乗り捨ててロイドを剣で貫き、ともに爆炎のなかに消える。
ロイド・ブレーム（Roid Brehm）
声 - 石川界人
ウィンダミア王国宰相で、空中騎士団の聖騎士長。20歳。12月30日生まれ。身長186cm。キースとは騎士学校時代からの友人で、荒廃した祖国の復興を誓いあった同志でもある。愛用の眼鏡には強いこだわりを持ち、自室のショーケースにはシチュエーションに合わせた多数のコレクションを所蔵している。
プロトカルチャーの遺跡を管理する神官の家系に生まれ、プロトカルチャー研究で功績を持つ学者としても知られる。プロトカルチャーの遺跡とハインツの「風の歌」を用いてヴァールを精神支配するという戦法を考案する。また、プロトカルチャーの遺跡が反応したワルキューレの歌の力、特に遺跡と強烈な感応を示す美雲の能力や出自にも興味を示す。
当初は慎重な姿勢を崩そうとせず、徹底抗戦を望むキースら空中騎士団とは意見を違える。しかし、国王グラミアを刺殺してウィンダミア王国の全権を掌握すると、遺言に従うと称してブリージンガル球状星団外も含めた全銀河規模での新統合政府打倒を目指すとする主戦論に転向し、プロトカルチャーの正統な後継者として「大銀河文明」を樹立すると宣言する。
「星の歌い手」の伝承に触れて以来、プロトカルチャーの研究を続けてきたといい、当初はハインツこそが「星の歌い手」になるものと考えていたが、突如動きだした神殿と干渉したあとは美雲の正体が「星の歌い手」であることを知り、独自に動いてその身柄を確保する。
最終決戦では星の神殿の玉座につき、美雲の「星の歌」を利用して全人類をひとつの存在に進化させ、神の領域にまで高められた情報処理速度によりウィンダミア人の儚い命を超越し「永遠」を得ようとするものの、かつて同じ空を飛びながら、ロイドが感じた「永遠」ではなく「一瞬」にすべてを懸ける喜びを得たキースの理解を得ることは叶わず、その剣に討たれる。
ボーグ・コンファールト（Bogue Con-Vaart）
声 - KENN
騎士団最年少のメンバー。15歳。4月7日生まれ。身長174cm。名門貴族コンファールト家の長男で、5人の姉の下に生まれた末子であるが、独立戦争で家族を失っている。やんちゃで血気盛んに育ち、よく気が昂ぶってルンを光らせていることを師のヘルマンに咎められる。騎士道に憧れ、ヘルマンから一本取ることを狙っている。
カーライルに嫁いでいた姉のひとり、ラナを「カーライルの黒い嵐」によって亡くしている。そのため、ワルキューレやケイオスはじめ地球人に対する憎しみが強く、ワルキューレの歌を「穢れた歌」と呼んで不快感をあらわにし、戦闘時は執拗なまでにワルキューレに襲撃を加えようとする。さらに、幾度も自分の邪魔をするハヤテにも憎悪を募らせる。
ウィンダミアへの反攻のためにケイオスがワルキューレの映像を銀河ネットワークに流した際、これをひそかに楽しんでいた整備兵たちを叱責しようとしたところ、レイナの姿を見て思わず顔を赤らめて狼狽し、屈辱的な目に遭わされるが、ラグナでの最終決戦ではハインツの共闘命令を聞いて戸惑いながらも、そのルンは強く輝き、Sv-262に攻撃されそうになっていたレイナとマキナを救う。
ヘルマン・クロース（Hermann Kroos）
声 - 遠藤大智
騎士団最年長のメンバー。33歳。ウィンダミア人としては晩年であるため、現役を退いて騎士学校の教官を務めていたが、再度前線に復帰した。自身を「マスター」と呼ぶ癖が抜けないボーグをたしなめる。
敵に対しても腕前を高く評価したり、謝意を伝えたりといった、敵味方の区別にとらわれない大らかさを持つ。騎士道を重んじ、自軍がヴァールを利用することに対しても内心、恥を感じている。
惑星イオニデス衛星軌道上での戦いでは、空中騎士団の新米メンバー、ヴォルフ・グーラ（声 - 吉永拓斗）に初の戦果を挙げさせようと、ともにミラージュを追い詰めるが、グーラは駆けつけたハヤテの攻撃により戦死する。ハヤテにとってはこれがみずからの手で人を殺めた初の経験となる。
息子のノーマン・クロース（声 - 立花慎之介）は、ドラッヘハウゼに出す予定の竜鳥、アグナスを飼っており、ハインツの即位後、武官として王宮に赴任する。のちにエクスデール村に住むカシムの息子アレクに渡すリンゴの苗木を、カシムより託される。
ミラージュの飛びかたを気にかけ、考えすぎる傾向があることから「無心で飛ぶ」ことの重要性を伝える。
カシム・エーベルハルト（Kassim Eber-hardt）
声 - 拝真之介
騎士団一の巨漢。23歳。フレイアの故郷レイヴングラス村の隣にあるエクスデール村でリンゴ農家を営んでいたが、7年前の独立戦争で畑と両親、兄弟を失っている。6歳になる息子アレクをもうけているが、寿命が残り少なく息子の成長を見届けられない自身の運命を悟っている。
血気盛んなボーグたちと違って慎重な姿勢を示し、グラミア亡きあとに全権を継いだロイドが主戦論に転向したことに不信感を抱く。惑星ヴォルドールのプロトカルチャーシステム防衛任務中にフレイアと遭遇し、故郷が隣同士かつ同じリンゴ農家出身という共通点から、敵味方の立場を越えて意気投合する。直後に現れたハヤテとも会話を交わし、たとえ短い寿命だとしても精一杯生きればよいという彼の言葉に共感を寄せつつ、2人を見逃す。
その直後、惑星ヴォルドールのプロトカルチャーシステムを用いて行われた「風の歌」の実験に居合わせたことで、老化が急速に進行する副作用を受ける。しばらくあとに惑星アルヴヘイムからフォールドゲートを経由して惑星ウィンダミアIVに至るワルキューレとΔ小隊の追撃戦の最中、キースに匹敵するとも形容される激しい戦闘機動でハヤテと互角以上に渡り合うが、前述の老化の影響下でルンを酷使したことによる意識喪失に陥り、機体の進行方向上にあったリンゴ畑をかばうように不時着し、ハヤテたちに看取られながら息子の面影を偲びつつ息を引き取る。
カシムの遺体は、ハヤテたちの計らいによりリンゴを供えて弔われ、のちに到着したヘルマンらにより故郷の家族のもとに送り届けられる。
テオ・ユッシラ（Theo Jussila）、ザオ・ユッシラ（Xao Jussila）
声 - 峰岸佳
商家出身の双子の団員。16歳。11月21日生まれ。身長171cm。兄のテオは青色の髪で理性的、弟のザオは紫色の髪で好戦的な人物。テオには婚約者がいる。

#### ウィンダミア王家
ハインツ・ネーリッヒ・ウィンダミア（ハインツ2世 / Heinz Nerich Windermere）
声 - 寺崎裕香 / 歌 - メロディー・チューバック
ウィンダミア王国の王子。9歳。2月20日生まれ。身長135cm。ヴァール発症者をマインドコントロールする特殊な歌声「風の歌」を持つ「風の歌い手」。
身体が弱く、「風の歌」を歌うことで自身に多大な負荷を課しているが、みずからの立場を自覚し、戦争を一刻も早く終わらせるべく覚悟を決めている。父グラミアの死後、正式な国王に即位する。異母兄のキースのことを「兄様」と呼び慕っていたが、即位後は情を捨てて君主と臣下の間柄となる。
惑星ラグナでの交戦を経てウィンダミアが「制風圏」を確立したころから、それ以前にも増して「風の歌」の負荷により体調を崩すことが増え、胴部にウィンダミア人特有の老化の兆候を見せながらも、全権を委ねられたロイドに全幅の信頼を寄せ、戦いへの覚悟を示す。
「星の歌」の力を背景に戦争を早期に終結させるべく、新統合政府との和平交渉を行う意志を抱いていたところ、最終決戦でロイドの真の目的を知り、「真なる風」を示し、空中騎士団にロイドへの攻撃を命じる。ロイド討伐後は、全軍を率いてラグナより撤退する。
グラミア・ネーリッヒ・ウィンダミア（グラミア6世）
声 - てらそままさき
ウィンダミア国王で、キースとハインツの父。年齢は35歳以上。独立戦争前は、艦隊戦教官として赴任していたアーネストに師事していた。アーネストには「頭が固い落ちこぼれだったが、国と誇りを守るためなら悪魔にもなれる恐ろしい男」と評される。
高齢により床に伏せ政務をロイドに任せていたが、シグル＝バレンスの起動後はみずから全軍の指揮を執る。惑星ラグナの遺跡に出現したシステムを掌握し、制風圏の確立を成し遂げるものの、洋上でマクロス・エリシオンと互いに主砲を撃ち合い、シグル＝バレンス艦橋の誘爆に巻き込まれたのちに死亡する。死因は爆発によるものと公表されるが、キースの調査により実際はロイドによる刺殺であることが突き止められる。ロイドの語るところによれば、ほぼ安楽死であるという。

### イプシロン財団の人物
ベルガー・ストーン
声 - 藤原啓治、小形満（第24話以降）
イプシロン財団ブリージンガル球状星団方面の責任者。財政や物資など、さまざまな方面でウィンダミアを支援している。また、ケイオスや新統合軍とも同様の付き合いがあるため、マクロス・エリシオンへ弾薬や資材の納入に赴く。その際、エリシオンのクルーに第一次星間大戦以降、時代の要所で歌が戦争に多大な影響を与え、ワルキューレの結成に至ったことに関して、歌が精神に及ぼす影響に着目したプロトカルチャーが兵器としての利用を考え、歌に関する情報をみずからが創造した人類種の遺伝子に組み込んだのではないかという仮説を唱え、歌こそ最強の「兵器」なのではないかという持論を披露し、フレイアを筆頭に真っ向から非難されるが、どこ吹く風の体で艦を去る。のちにロイドの真の目的に気づくとウィンダミアから手を引き、新統合軍にはウィンダミアを攻撃するように仕向け、ケイオスには「星の歌い手」に関する情報を提供する。レディ・Mの正体を示唆する言葉も口にするが、物語中においてその真相は最後まで明らかにされることはない。

### 新統合軍の人物
アルベルト・ララサーバル
声 - 大隈健太
故郷に駐屯するヴォルドール航空団のエースパイロット。階級は大尉。搭乗機はVF-171。ヴァールを発症してウィンダミア軍に操られ、息子のレオ（声 - 鷄冠井美智子）、娘のミーヤ（声 - 東山奈央）の呼び掛けや歌にも応じられずにいたが、フレイアの歌で正気を取り戻す。その後、抵抗勢力の一員として活動し、ハヤテたちのヴォルドール再潜入を援助する。ヴォルドール解放後の惑星ランドール攻防戦では、VB-6 ケーニッヒモンスターに搭乗する。
ラウリ・マラン
声 - 関口英司
新統合軍参謀局二部所属の少佐。アーネストたちにラグナのプロトカルチャー遺跡をウィンダミア王国側に歌で利用されないように、反応兵器で爆破するという指示を伝える。その後、シグル＝バレンスがラグナのプロトカルチャー遺跡の上空に最接近したときを見計らって反応兵器を起爆させ、データの収集を終えてラグナから撤収する。戦争終盤でベルガーからの情報をもとに次元兵器を持ち出し、第47特派艦隊を率いてウィンダミアに進攻しようとするものの、美雲の「星の歌」に艦隊全体を操られ、次元兵器を起爆させ艦隊もろとも消滅する。
ロバート・キノ
声 - 千葉一伸
新統合軍のパイロット。階級は少佐。ハインツの即位式の最中に、空中騎士団に所属艦隊を壊滅させられ宇宙を漂流していたところを、ハヤテにより救助される。アラドとは面識があり、ライトが大量虐殺の張本人だとする軍事機密を知ることから、ハヤテにウィンダミアと関わらないよう警告する。
ライト・インメルマン
声 - 荻野晴朗
ハヤテの亡き父。新統合軍第77航空団所属の少佐で、アラドのかつての上官。やや変わり者だが情に厚い性格で、周囲の人間たちから慕われていた。特務諜報員として各方面の惑星に派遣されており、機密上の理由から家族には任務内容と所在を伝えていなかった。価値の分からない奇品・珍品を収集する癖があり、赴任先で手に入れた品を簡潔な手紙を添えてハヤテに贈っていた。ウィンダミアも赴任先のひとつで、プロトカルチャー遺跡から「星の歌い手」の細胞片を回収したり、幼少期のフレイアに携帯音楽端末を与えて地球の歌を伝えた人物でもある。
第一次ウィンダミア独立戦争で次元兵器をカーライルに投下した張本人とされているが、真相はウィンダミアの人々を救おうと軍の命令に背くも、乗機のVF-22の操縦権を奪われて任務を強制されていたことが判明する。

## 登場メカ

### ケイオス所属
VF-31 ジークフリード / カイロス
ケイオスに配備されている新型可変戦闘機 (VF) で、『マクロス30 銀河を繋ぐ歌声』に登場する「YF-30 クロノス」の制式量産型。Δ小隊が運用する前進翼型の「ジークフリード」と、α、β小隊などが運用するデルタ翼型の「カイロス」に大別される。ジークフリードは、C、E、F、J、Sの5種の型式がパイロットごとに割り当てられており、各機は頭部・後述のコンテナユニットなど一部形状・仕様およびカラーリングが異なる。カイロスはA、Bの2種が存在し、より実戦向けの装備が施されている。
おもな武装は両腕部肘下側のミニガンポッド、格闘用のアサルトナイフ、各型式で搭載数の異なる頭部機銃。YF-30と同様に両脚間に長方形状のマルチパーパス・コンテナユニットを持ち、内蔵武装やコンテナ自体を換装することで、従来機のスーパーパックと同等の機能強化および特化を可能としている。ジークフリードは、ワルキューレのサポートに特化したマルチドローンプレート「シグナス」を脚部に複数内蔵している。
VF-1EX バルキリー
ケイオスで新人パイロットの育成に使用されるVF-1 バルキリーの練習機仕様。現行のVFシリーズに採用されている耐Gスーツ兼用のコクピットシステム「EX-ギア（エクスギア）」が組み込まれている。劇中ではハヤテ搭乗の青い機体と、ミラージュ搭乗の赤い機体が登場する。
SDF/C-108 マクロス・エリシオン
ケイオス・ラグナ支部の拠点であるマクロス級戦艦。艦体規模は第一世代型マクロス級（約1,200メートル）とマクロス・クォーター級（約400メートル）の中間である800メートル級サイズで、強攻型（人型）は両腕がフライトデッキになった以外はクォーター級に近い形状となっている。
平時は強攻型の姿でバレッタシティに駐留しており、宇宙空間へ進出する際には要塞艦への変形（トランスフォーメーション）を行う。
従来のマクロス級と同様に、両腕は個別の宇宙空母として分離・単独行動が可能。分離時にはドッキングポートそのものが簡易的な腕部となる。左腕部はΔ小隊の母艦であり、ワルキューレと共同作戦を遂行する空母「アイテール (CV/C-109)」。右腕部はα、β、γ小隊の母艦で主砲マクロス・キャノンに変形する空母「ヘーメラー (CV/C-110)」。両艦とも5本のカタパルトを持ち、艦載機の高速展開が可能。
強攻型ではアイテール艦首にピンポイントバリアを展開し「アイテール・アタック」という攻撃を行う。惑星ラグナにおける最終決戦で使用し、「星の神殿」の外壁を突き破る。内部にいる美雲の救出を目的としており、SDF-1マクロスの「ダイダロス・アタック」やマクロス・クォーターの「マクロス・アタック」のような艦載機の一斉射撃による対象の内部からの破壊は行われない。

### ウィンダミア所属
Sv-262 ドラケンIII
イプシロン財団傘下のディアン・ケヒト社がウィンダミアに供給している最新鋭可変戦闘機。後述の先行放送版「Mission 0.89」では終始ファイター形態およびワンカットのみガウォーク形態で登場し、本放送第4話でバトロイド形態が初登場する前はファイター形態以外の機体デザインも未公開となっていた。
非透過型の装甲キャノピーと単発機風のエンジンノズルを持ち、両翼には「リル・ドラケン」と呼ばれる分離式の無人戦闘機を装着している。主武装は機体底面に半没搭載されたガンポッドと、上面左右に多連装ミサイルポッド。第4話で所属を明かすまで機体色やマーキングは光学的に擬装されている。
機体名はスウェーデン語でのドラゴンにちなむ。
開発には旧反統合同盟系の組織が関わっており、彼らは統合軍よりも自分たちの方が技術的には優れていたという思いからウィンダミアに加担している。
Sv-154
第一次独立戦争時のウィンダミア軍主力機。開発・製造元はSv-262と同じくディアン・ケヒト社。反統合同盟のSV-51を単発機にしたような外見で、ISCは未搭載。やや小型の機体ながらも、VF-171を上回る性能を持つ。
小説版では「スヴァード」と名づけられている。
デザインモチーフはF-104 スターファイター。『空中騎行戦記』ではデザイン原案となる「グローリアス・レイピア・LV-7」が描かれている。
シグル＝バレンス
ウィンダミア王国王都の地下に眠っていたプロトカルチャー時代の巨大艦。内部に設けられた神殿によって「風の歌」の力を増幅し、周囲に次元断層を展開する。イプシロン財団の協力で再稼働が行われ、変形して惑星ラグナのプロトカルチャーシステムと合体し、「風の歌」により「制風圏」を確立させたのち、システムと接合した艦体下部の「バレンス・チャーツ」を分離し、ウィンダミアに帰還する。その後、「星の歌い手」が神殿内部で歌うことによりラグナのシステムに「星の神殿」が亜空間より出現し、本艦がその上部に接合することになる。
ウィンダミア航空戦艦
ウィンダミアが保有する航空戦艦。
ウィンダミア砲艦
ウィンダミアが保有する砲撃艦。
ウィンダミアミサイル艦
ウィンダミアが保有するミサイル艦。

### 新統合軍所属

#### 可変戦闘機・デストロイド
デストロイド・シャイアンII
2足歩行式の陸戦用支援兵器デストロイドシリーズの1機種。アル・シャハルの新統合軍基地で使用されている。
VF-171 ナイトメアプラス
新統合軍の主力可変戦闘機。すでに旧式の機体ながらも、辺境宙域にまで配備領域が拡大している。アル・シャハルで、ハヤテがフレイアを救うために乗り捨てられた機体に搭乗する。
VB-6 ケーニッヒモンスター
デストロイドモンスターにVFの変形機構を組み込んだ可変爆撃機（ヴァリアブル・ボマー）。惑星ランドール攻防戦でララサーバルが搭乗する。惑星ウィンダミアIVからの撤退戦、ラグナでの最終決戦でも登場。
VF-22 シュトゥルムフォーゲルII
新統合軍の特殊作戦機。ゼントラーディの技術を積極的に導入した野心的な機体で、クァドラン系バトルスーツに似たバトロイド形態が特徴。第一次ウィンダミア独立戦争当時、監視衛星カメラにより次元兵器をカーライルに落とす映像が記録されている。
この機体は、「ウィンダミアが受けた屈辱を未来永劫忘れないための楔」である「悪魔の翼」として、修復された状態で惑星ウィンダミアIVに保管されている。この機体は、大破・不時着した状態で発見され、乗っていたライトもコックピットですでに死亡していたという。
ベルガーによって飛行可能な状態にされており、惑星ウィンダミアIVで処刑されようとしていたハヤテたちを救出するため、アラドたちが搭乗する。

#### 艦艇
グァンタナモ級宇宙空母
新統合軍の宇宙空母。かつてのアームド級の発展型。前から見るとやや横につぶれた八角形で、4面のカタパルトデッキを持つ。
ウラガ級護衛宇宙空母
新統合軍の宇宙空母。グァンタナモ級の上位艦。2段の飛行甲板を持ち、グァンタナモ級に比べると水上艦に近い形をしている。
ノーザンプトン級ステルスフリゲート
新統合軍の宇宙フリゲート。三角形を多用した直線・鋭角的な艦形。
ステルスクルーザー宇宙巡洋艦
ノーザンプトン級より攻撃力の高い宇宙巡洋艦。こちらは楕円形に近い艦体を持つ。

#### ゼントラーディ用兵器
第一次星間大戦を経て新統合軍に編入した巨人族ゼントラーディが使用する兵器。アル・シャハルの新統合軍ゼントラーディ海兵隊駐屯地で使用されている。
一〇四式リガード
ゼントラーディの標準的なワンマン戦闘ポッド。一〇四式は2067年の時点で最新の生産型で下部砲が1門になっている。標準型以外に上部にミサイルポッドを装備した機体がある。
ZBP-106 一〇六式リガード
背部にクァドラン・レアのブースター、機体の左右にクァドラン・レアの腕部を装着したタイプのリガード。
スーパー・グラージ
リガードの上位機種「グラージ」の強化型。機動力と攻撃力が強化され2060年代でも通用する性能になっている。
クァドラン・レア
『マクロスF』にも登場するクァドラン系バトルスーツの改良型。
スヴァール・サラン
ゼントラーディ軍の中核だった主力艦。

### 民間
ワークロイド
民間に普及している作業用デストロイド。従来の作業用デストロイドよりもかなり小型。両腕付け根に伸縮式アームがあり、コンテナなどを厳重に固定することが可能。高速走行用のローラーを備えた逆関節構造の脚部を持つ。重機のようにガラス窓で覆われた有視界コクピットによって操縦し、シートベルトは4点式。

### 移民船
アイランド・ジャックポット
約30年前に惑星ラグナに入植した地球の移民船。入植後はバレッタシティの沖合に停泊しており、陸地との連絡路や港が設置されている。宇宙船としての機能は健在で、ウィンダミア軍の侵攻後、ラグナを放棄して避難民を乗せ飛び立つ。老朽化や戦闘ダメージにより、反応炉やライフラインが機能不全になったため、マクロス・エリシオンとの緊急ドッキングを行う。本来はマクロス級とドッキングして機能維持できるが、ドッキングシステムが破損していたため、プログラムを書き換え、アイランド船後部を強攻型形態のエリシオン腰部と接続する。
メガロード-04
メガロード級の移民艦。次元断層に巻き込まれて偶然ウィンダミアIVにたどり着き、現地のウィンダミア人と国交を結ぶ。

## スタッフ
- 原作 - 河森正治、スタジオぬえ
- 総監督・バルキリーデザイン - 河森正治
- 監督 - 安田賢司
- シリーズ構成 - 根元歳三
- キャラクター原案 - 実田千聖（CAPCOM）
- キャラクターデザイン・総作画監督 - まじろ、進藤優
- シグル=バレンスデザイン - 宮武一貴
- メインアニメーター - 中山竜
- 世界観デザイン - ロマン・トマ
- メカニックデザイン - ブリュネ・スタニスラス
- 美術設定 - ニエム・ヴィンセント、ンゴ・ロング（第20 - 26話）
- デザインワークス - 大橋幸子
- マクロスビジュアルアーティスト - 天神英貴
- 色彩設計 - 林可奈子
- 美術監督 - 池田繁美、丸山由紀子
- 撮影監督 - 岩崎敦
- CGディレクター - 森野浩典
- CGスーパーバイザー - 加島裕幸
- CGアニメーションディレクター - 崎山敦嗣
- メインバルキリーモデリング - 池田幸雄、坂本圭司
- モニターグラフィックス - HIBIKI、鈴木陽太、加藤千恵
- 特殊効果 - 飯田彩佳
- 編集 - 坪根健太郎
- 音響監督 - 三間雅文
- 音楽 - 鈴木さえ子、TOMISIRO（フランス語版）、窪田ミナ
- 音楽制作 - フライングドッグ
- 音楽プロデューサー - 佐々木史朗、福田正夫
- プロデューサー - 平井伸一、近藤文吾
- アニメーションプロデューサー - 江口浩平
- アニメーション制作 - サテライト
- 製作 - ビックウエスト、マクロスデルタ製作委員会

## 使用曲

### 主題歌
オープニングテーマ
「一度だけの恋なら」（第2話 - 第12話、第14話）
作詞 - 唐沢美帆、加藤裕介 / 作曲・編曲 - 加藤裕介 / 歌 - ワルキューレ
「絶対零度θノヴァティック」（第15話 - 第25話）
作詞 - 図司純子、河嶋晃一 / 作曲 - 図司純子、河嶋晃一、Mitsunori Ikeda / 編曲 - Mitsunori Ikeda / ストリングス編曲 - 倉内達矢 / 歌 - ワルキューレ

エンディングテーマ
「ルンがピカッと光ったら」（第2話 - 第9話、第12話）
作詞 - 西直紀 / 作曲・編曲 - コモリタミノル / 歌 - ワルキューレ
「破滅の純情」（第14話 - 第15話、第17話、第20話 - 第21話、第23話 - 第24話）
作詞 - 西直紀 / 作曲・編曲 - コモリタミノル / 歌 - ワルキューレ
「God Bless You」（第16話）
作詞・作曲・編曲 - 北川勝利 / 歌 - ワルキューレ
「LOVE! THUNDER GLOW」（第18話）
作詞 - サエキけんぞう / 作曲 - SiZK、Stephen McNair / 編曲 - SiZK / 歌 - ワルキューレ
「風は予告なく吹く」（第19話、第22話）
作詞 - 坂本真綾 / 作曲・編曲 - 北川勝利 / 歌 - ワルキューレ
「愛・おぼえていますか 〜ORCH2067〜」（第25話）
作曲 - 加藤和彦 / 編曲・演奏 - 窪田ミナ
「絶対零度θノヴァティック」（第26話）
作詞 - 図司純子、河嶋晃一 / 作曲 - 図司純子、河嶋晃一、Mitsunori Ikeda / 編曲 - Mitsunori Ikeda / ストリングス編曲 - 倉内達矢 / 歌 - ワルキューレ

### 挿入歌
| 曲名                                | 作詞                                      | 作曲                              | 編曲                 | ストリングス 編曲                                      | 歌                                   | 話数                      |
| ----------------------------------- | ----------------------------------------- | --------------------------------- | -------------------- | ------------------------------------------------------ | ------------------------------------ | ------------------------- |
| ジリティック♡BEGINNER               | 深川琴美                                  | 姉田ウ夢ヤ                        | 姉田ウ夢ヤ           |                                                        | レイナ&マキナ（from ワルキューレ）   | 1、7、17                  |
| 恋！ ハレイション THE WAR           | 深川琴美 姉田ウ夢ヤ                       | 姉田ウ夢ヤ                        | 姉田ウ夢ヤ           | 倉内達矢                                               | ワルキューレ                         | 1、2、4、17               |
| いけないボーダーライン              | 西直紀                                    | コモリタミノル                    | コモリタミノル       |                                                        | ワルキューレ                         | 1、2、8、13               |
| 不確定性☆COSMIC MOVEMENT            | 深川琴美 六ツ見純代 渡邊亜希子 姉田ウ夢ヤ | 姉田ウ夢ヤ                        | 姉田ウ夢ヤ           | 倉内達矢                                               | ワルキューレ                         | 3、4、17                  |
| 僕らの戦場                          | 唐沢美帆 加藤裕介                         | 加藤裕介                          | 加藤裕介             |                                                        | ワルキューレ                         | 3、4、9、18、22、26       |
| ルンがピカッと光ったら              | 西直紀                                    | コモリタミノル                    | コモリタミノル       | 5、17                                                  | ワルキューレ                         |                           |
| オーラ・サーラ〜光る風              | 窪田ミナ                                  | 窪田ミナ                          | 窪田ミナ             | ハインツ（メロディー・チューバック）                   | 6、15、18、19、20                    |                           |
| Walküre Attack!                     | UiNA                                      | 小高光太郎 UiNA                   | 小高光太郎           | ワルキューレ                                           | 6、10、13                            |                           |
| Silent Hacker                       | 鈴木さえ子、TOMISIRO                      | 鈴木さえ子、TOMISIRO              | 鈴木さえ子、TOMISIRO | ワルキューレ                                           | 7                                    |                           |
| GIRAFFE BLUES                       | 菜穂                                      | h-wonder                          | h-wonder             | 加藤裕介                                               | ミーヤ、美雲                         | 7                         |
| GIRAFFE BLUES                       | 菜穂                                      | h-wonder                          | h-wonder             | 加藤裕介                                               | フレイア                             | 8                         |
| GIRAFFE BLUES                       | 菜穂                                      | h-wonder                          | h-wonder             | 加藤裕介                                               | ワルキューレ                         | 9、11、18                 |
| GIRAFFE BLUES                       | 菜穂                                      | h-wonder                          | h-wonder             | 加藤裕介                                               | カナメΔ安野希世乃                    | 20                        |
| GIRAFFE BLUES                       | 菜穂                                      | h-wonder                          | h-wonder             | 加藤裕介                                               | 美雲ΔJUNNA                           | 21                        |
| GIRAFFE BLUES                       | 菜穂                                      | h-wonder                          | h-wonder             | 加藤裕介                                               | フレイアΔ鈴木みのり                  | 23、26                    |
| ザルド・ヴァーサ〜決意の風〜        | 窪田ミナ                                  | 窪田ミナ                          | 窪田ミナ             |                                                        | ハインツ（メロディー・チューバック） | 8、10、12、13、15、21、26 |
| NEO STREAM                          | 西田恵美                                  | 渡辺未来                          | 渡辺未来             | 倉内達矢                                               | ワルキューレ                         | 8、14、19                 |
| AXIA〜ダイスキでダイキライ〜        | 六ツ見純代                                | 松本良喜                          | 鈴木Daichi秀行       |                                                        | ワルキューレ                         | 9、10                     |
| クラゲ音頭                          | 根元歳三                                  | 鈴木さえ子、TOMISIRO              | 鈴木さえ子、TOMISIRO | 窪田ミナ                                               | フレイア&レイナ&マキナ               | 10                        |
| REMEMBER 16                         | K.INOJO                                   | 河内淳貴                          | bamboo tree          |                                                        | ザック&ハック                        | 11                        |
| 一度だけの恋なら                    | 唐沢美帆 加藤裕介                         | 加藤裕介                          | 加藤裕介             | ワルキューレ                                           | 13、26                               |                           |
| ワルキューレのバースデイソング      | Happy Field                               | Happy Field                       | 窪田ミナ             |                                                        | 16                                   |                           |
| おにゃの子♡girl                     | かせきさいだぁ                            | TeddyLoid                         | TeddyLoid            | ワルキューレ                                           | 17                                   |                           |
| Hear THE Universe                   | 岩里佑穂                                  | Rasmus Faber                      | Rasmus Faber         | ワルキューレ                                           | 17                                   |                           |
| 破滅の純情                          | 西直紀                                    | コモリタミノル                    | コモリタミノル       | ワルキューレ                                           | 18、20                               |                           |
| 超時空要塞マクロス〔ママ〕          | 阿佐茜                                    | 羽田健太郎                        | 羽田健太郎           |                                                        | 19                                   |                           |
| WANNA BE AN ANGEL                   | Gabriela Robin                            | 菅野よう子                        | 菅野よう子           | シャロン・アップル（新居昭乃）                         | 19                                   |                           |
| 愛は流れる                          | 阿佐茜                                    | 羽田健太郎                        |                      | 飯島真理                                               | 19                                   |                           |
| TRY AGAIN                           | K.INOJO 福山恭子                          | 福山芳樹                          | 田中裕千             | Fire Bomber                                            | 19                                   |                           |
| ライオン                            | Gabriela Robin                            | 菅野よう子                        | 菅野よう子           | シェリル・ノーム starring May'n & ランカ・リー＝中島愛 | 19                                   |                           |
| 愛・おぼえていますか                | 安井かずみ                                | 加藤和彦                          | 清水信之             | 飯島真理                                               | 19                                   |                           |
| 涙目爆発音                          | 堂島孝平                                  | 堂島孝平                          | 北川勝利             | ワルキューレ                                           | 21                                   |                           |
| Absolute 5                          | 喜介                                      | 渡辺拓也                          | 渡辺拓也             | ワルキューレ                                           | 22、24                               |                           |
| 星間飛行                            | 松本隆                                    | 菅野よう子                        | 菅野よう子           | フレイア（鈴木みのり）                                 | 23                                   |                           |
| ルーチェット・アルカーン 〜星の歌〜 | 窪田ミナ                                  | 窪田ミナ                          | 窪田ミナ             | 美雲ΔJUNNA                                             | 24                                   |                           |
| ルーチェット・アルカーン 〜星の歌〜 | 窪田ミナ                                  | 窪田ミナ                          | 窪田ミナ             | 美雲ΔJUNNA、美雲Δ小清水亜美                            | 25、26                               |                           |
| 絶対零度θノヴァティック             | 図司純子 河嶋晃一                         | 図司純子 河嶋晃一 Mitsunori Ikeda | Mitsunori Ikeda      | 倉内達矢                                               | ワルキューレ                         | 26                        |

## 各話リスト
| 話数       | サブタイトル               | 脚本                | 絵コンテ                   | 演出             | 作画監督                                                                                        | 総作画監督                               |
| ---------- | -------------------------- | ------------------- | -------------------------- | ---------------- | ----------------------------------------------------------------------------------------------- | ---------------------------------------- |
| Mission 01 | 戦場のプロローグ           | 根元歳三            | 河森正治 安田賢司          | 安田賢司         | まじろ、進藤優、長田好弘                                                                        | まじろ 進藤優                            |
| Mission 02 | 覚悟のオーディション       | 根元歳三            | 安田賢司                   | 松林唯人         | 清水裕輔                                                                                        | まじろ 進藤優                            |
| Mission 03 | 旋風 ドッグファイト        | 根元歳三            | 河森正治 安田賢司          | 嶌田惣一         | 土屋浩章                                                                                        | まじろ 進藤優                            |
| Mission 04 | 衝撃 デビューステージ      | 根元歳三            | 河森正治 安田賢司          | 大脊戸聡         | 長田好弘、皆川一徳、酒井智史                                                                    | まじろ 進藤優                            |
| Mission 05 | 月光 ダンシング            | 根元歳三            | 島津裕行 安田賢司          | 矢吹勉           | 田中克憲、吉田巧介                                                                              | まじろ 進藤優                            |
| Mission 06 | 決断 オーバーロード        | 根元歳三            | 河森正治 安田賢司 岩崎光洋 | 成田巧           | 丸岡功治、植竹康彦                                                                              | まじろ 進藤優 長田好弘                   |
| Mission 07 | 潜入 エネミーライン        | 樋口達人            | 河森正治 松林唯人          | 松林唯人         | 畑智司、皆川一徳                                                                                | 進藤優                                   |
| Mission 08 | 脱出 レゾナンス            | 小太刀右京 根元歳三 | 西澤晋                     | 玉田博           | 長坂寛治                                                                                        | 井上英紀                                 |
| Mission 09 | 限界 アンコントロール      | 根元歳三            | 島津裕行                   | 矢吹勉           | 田中克憲、吉田巧介                                                                              | まじろ 長田好弘                          |
| Mission 10 | 閃光のAXIA                 | 根元歳三            | 西澤晋 河森正治            | ヤマトナオミチ   | 高田和典、杉本里菜、酒井智史                                                                    | まじろ 長田好弘                          |
| Mission 11 | 追憶 ジェリーフィッシュ    | 樋口達人            | 大脊戸聡                   | 成田巧           | 山村俊了、仁井広隆                                                                              | まじろ 皆川一徳                          |
| Mission 12 | キング・オブ・ザ・ウィンド | 根元歳三            | 西澤晋                     | いとがしんたろー | 竹本美希、関口雅浩                                                                              | 井上英紀 まじろ                          |
| Mission 13 | 激情 ダイビング            | 根元歳三            | 河森正治                   | 筑紫大介         | 畑智司、井上英紀、シノミン 横山紗弓、西川真人                                                   | まじろ 長田好弘                          |
| Mission 14 | 漂流 エンブレイシング      | 根元歳三            | 河森正治 大和直道          | 大和直道         | 永川桃子、酒井智史 福島勇、牛屋琴乃                                                             | まじろ 皆川一徳                          |
| Mission 15 | 決別 レゾリューション      | 根元歳三            | 佐藤英一                   | 玉田博           | 伊藤亜矢子、高田和典、杉本里菜                                                                  | まじろ 井上英紀                          |
| Mission 16 | ためらい バースデイ        | 待田堂子            | 島津裕行 河森正治          | 宮澤良太         | 日高真由美、関口雅浩、山中正博                                                                  | まじろ 長田好弘                          |
| Mission 17 | 拡散 オンステージ          | 樋口達人            | 安田賢司 河森正治          | 佐藤英一         | 永川桃子、酒井智史、畑智司 福士真由美、吉川美貴                                                 | まじろ 皆川一徳                          |
| Mission 18 | 感覚 エマージェンス        | 樋口達人            | 佐藤英一                   | 近藤一英 成田巧  | 福島勇、畑智司、杉本里奈 高田和典、永川桃子、伊藤亜矢子                                         | 井上英紀 まじろ                          |
| Mission 19 | Eternal Songs              | 根元歳三            | 黒河影次                   | 佐藤英一         | 中山竜                                                                                          | まじろ                                   |
| Mission 20 | 衝動 エクスペリメント      | 待田堂子            | ヤマトナオミチ             | ヤマトナオミチ   | 皆川一徳、酒井智史、福島勇 畑智司、高田和典、永川桃子 伊藤亜矢子、大橋幸子 横山沙弓、西川真人   | 長田好弘 井上英紀 まじろ                 |
| Mission 21 | 切望 シークレット          | 根元歳三            | 安田賢司 成田巧            | 古賀一臣         | 小田真弓、関口雅彦 山村俊了、吉田隆彦                                                           | まじろ 皆川一徳                          |
| Mission 22 | 極限 ブレイブ              | 樋口達人            | 佐藤英一 河森正治 安田賢司 | 名取孝浩         | 熊谷哲矢                                                                                        | まじろ                                   |
| Mission 23 | 残痕 レクイエム            | 根元歳三            | 和田純一                   | 成田巧           | 伊藤亜矢子、大橋幸子、酒井智史 杉本里菜、高田和典 福士真由美、福島勇                            | 井上英紀 長田好弘 まじろ                 |
| Mission 24 | 絶命 ジャッジメント        | 根元歳三            | 大脊戸聡 金子伸吾          | 佐藤英一         | 永川桃子 丸藤広貴                                                                               | -                                        |
| Mission 25 | 星の歌い手                 | 根元歳三            | 平池芳正                   | 玉田博           | 西川真人、横山紗弓 まじろ、皆川一徳                                                             | まじろ 皆川一徳                          |
| Mission 26 | 永遠のワルキューレ         | 根元歳三            | 河森正治                   | ヤマトナオミチ   | 伊藤亜矢子、牛屋琴乃、永川桃子 大橋幸子、酒井智史、杉本里菜 高田和典、中山竜 福島勇、福士真由美 | 長田好弘 井上英紀 皆川一徳 まじろ 進藤優 |

## 放送局・配信
| 放送期間               | 放送時間                     | 放送局       | 対象地域   | 備考                  |
| ---------------------- | ---------------------------- | ------------ | ---------- | --------------------- |
| 2016年4月3日 - 9月25日 | 日曜 22:30 - 23:00           | TOKYO MX     | 東京都     |                       |
| 2016年4月5日 - 9月27日 | 火曜 2:30 - 3:00（月曜深夜） | TVQ九州放送  | 福岡県     |                       |
| 2016年4月6日 - 9月28日 | 水曜 0:00 - 0:30（火曜深夜） | BS11         | 日本全域   | BS放送 / 『ANIME+』枠 |
|                        | 水曜 3:00 - 3:30（火曜深夜） | 毎日放送     | 近畿広域圏 | 『アニメ特区』第2部   |
| 2016年4月7日 - 9月29日 | 木曜 2:05 - 2:35（水曜深夜） | テレビ愛知   | 愛知県     |                       |
|                        |                              | テレビ北海道 | 北海道     |                       |
| 2016年7月4日 -         | 月曜 0:00 - 0:30（日曜深夜） | tvk          | 神奈川県   |                       |

| 配信期間                                                     | 配信時間   | 配信サイト    | 備考 |
| ------------------------------------------------------------ | ---------- | ------------- | ---- |
| 2016年4月6日 - 9月28日                                       | 水曜 12:00 | dアニメストア |      |
| Hulu、バンダイチャンネルでも見逃し配信中。会員は全話見放題。 |            |               |      |

## 関連商品

### BD / DVD
発売元・販売元:バンダイビジュアル
| 巻 | 発売日         | 収録話          | 規格品番  | 規格品番  |
| 巻 | 発売日         | 収録話          | BD限定版  | DVD限定版 |
| -- | -------------- | --------------- | --------- | --------- |
| 1  | 2016年7月22日  | 第1話 - 第3話   | BCXA-1135 | BCBA-4777 |
| 2  | 2016年8月26日  | 第4話 - 第6話   | BCXA-1136 | BCBA-4778 |
| 3  | 2016年9月27日  | 第7話 - 第9話   | BCXA-1137 | BCBA-4779 |
| 4  | 2016年10月26日 | 第10話 - 第12話 | BCXA-1138 | BCBA-4780 |
| 5  | 2016年11月25日 | 第13話 - 第15話 | BCXA-1139 | BCBA-4781 |
| 6  | 2016年12月22日 | 第16話 - 第18話 | BCXA-1140 | BCBA-4782 |
| 7  | 2017年1月27日  | 第19話 - 第21話 | BCXA-1141 | BCBA-4783 |
| 8  | 2017年2月24日  | 第22話 - 第24話 | BCXA-1142 | BCBA-4784 |
| 9  | 2017年3月24日  | 第25話 - 第26話 | BCXA-1143 | BCBA-4785 |

### CD
| 発売日        | タイトル                                | 規格品番                                    |
| ------------- | --------------------------------------- | ------------------------------------------- |
| 2016年5月11日 | 一度だけの恋なら/ルンがピカッと光ったら | VTCL-35226                                  |
| 2016年6月22日 | オリジナルサウンドトラック1             | VTCL-60426                                  |
| 2016年7月6日  | Walküre Attack!                         | VTZL-109（初回限定盤） VTCL-60428（通常盤） |
| 2016年8月10日 | 絶対零度Θノヴァティック/破滅の純情      | VTCL-35236                                  |
| 2016年9月28日 | オリジナルサウンドトラック2             | VTCL-60435                                  |
| 2016年9月28日 | Walküre Trap!                           | VTZL-115（初回限定盤） VTCL-60436（通常盤） |
| 2017年1月25日 | ワルキューレがとまらない                | VTCL-60444                                  |

### ゲーム
マクロスΔスクランブル
PlayStation Vita用フライトアクションシューティング。2016年10月20日発売。通常版でもボーカル入りも含めた楽曲を20曲を収録しているが、更に30曲を追加した期間限定生産版「ルンピカ♪サウンドエディション」が同時発売された。
歌マクロス スマホDeカルチャー
iOS / Android用。2017年から2022年にかけてDeNAより配信。歴代シリーズ作品が集結したリズムゲーム。
マクロス -Shooting Insight-
Nintendo Switch、PlayStation 5、PlayStation 4、Steam用。2024年3月14日、ブシロードより発売。歴代シリーズ作品が集結したスクロールシューティングゲーム。「ハヤテ・インメルマン&VF-31J」が操作可能。

#### コラボレーション、クロスオーバー
アンジュ・ヴィエルジュ　
iOS / Android用アプリ。2017年2月9日から2月28日までの期間限定でコラボイベントが開催。
ワルキューレの5人がボイス付きで登場。
スーパーロボット大戦X-Ω
iOS / Android用アプリ。2017年11月16日から23日までの期間限定でコラボイベントが開催。
ハヤテとミラージュがボイス付きで登場。
スーパーロボット大戦Y
Nintendo Switch、PlayStation 5、Steam用、2025年8月28日発売予定。『劇場版マクロスΔ 激情のワルキューレ』との同時参加で、テレビ版は機体のみの登場。

## 関連番組・配信

### 「マクロスΔ」先取りスペシャル
2015年12月31日、TOKYO MXとBS11で午後6時より1時間の特別番組が放送され、インターネットのマクロスポータルサイトやバンダイチャンネルでも同時配信が行われた。ナレーション担当は速水奨。
主要スタッフへのインタビューや制作現場の紹介、国内外でのロケハン風景、歌姫オーディションの最終選考の模様などを通じて新番組『マクロスΔ』の見所を紹介する。また、『マクロスF』の事前特番と同様に、本放送前に第1話の先行放送版を公開した。本作の先行放送版は「Mission 0.89」と題された25分間バージョン。エンディングテロップでは全ての声優名を「2つの星の文字」で記すという謎解きがあり、フレイア役の鈴木みのり以外の全てのキャストの公表が控えられていた。河森は番組内で「（先行放送版を見て）いろんなものを解読してほしい、隅々まで観て欲しいなあという思いがある」と述べた。

### 映像特典
『でるた小劇場』は、DVD&Blu-ray各巻収録の映像特典ちびキャラフラッシュアニメ。監督・演出・脚本は芦名みのる、ぷちキャラクターデザイン・作画監督・作画はたけはらみのる、アニメーション制作はスタジオぷYUKAIが担当。『劇場版マクロスΔ 激情のワルキューレ』DVD&Blu-rayに映像特典として『げきじょうばん でるた小劇場』を収録。
| 話数  | サブタイトル                                                                           | 作画                         |
| ----- | -------------------------------------------------------------------------------------- | ---------------------------- |
| 第1話 | みらーじゅ日記行け！空中騎士団「おしえてワルキューレ 装備編」みらーじゅ日記            | 戸塚ちさと 渡辺あき          |
| 第2話 | 行け！空中騎士団「おしえてワルキューレ コスメ編」ケイオスな日々                        | 戸塚ちさと みやひこ 渡辺あき |
| 第3話 | ケイオスな日々行け！空中騎士団「戦術音楽ユニット ワルキューレ 広報映像【BACK-STAGE】」 | 戸塚ちさと みやひこ 渡辺あき |
| 第4話 | みらーじゅ日記「カナメ・バッカニア 熱湯風呂に挑戦!」行け！空中騎士団ケイオスな日々     | 戸塚ちさと みやひこ 渡辺あき |
| 第5話 | みらーじゅ日記行け！空中騎士団ケイオスな日々                                           | 戸塚ちさと みやひこ 渡辺あき |
| 第6話 | みらーじゅ日記行け！空中騎士団「Walküre TV」みらーじゅ日記                             | 戸塚ちさと みやひこ 渡辺あき |
| 第7話 | みらーじゅ日記行け！空中騎士団ケイオスな日々                                           | 戸塚ちさと みやひこ 渡辺あき |
| 第8話 | 行け！空中騎士団ケイオスな日々みらーじゅ日記                                           | 戸塚ちさと みやひこ 渡辺あき |
| 第9話 | みらーじゅ日記ケイオスな日々行け！空中騎士団「ルンがピカッと光ったら」                 | 戸塚ちさと みやひこ 渡辺あき |

### ラジオ
マクロスΔ ゴリゴリラジオしちゃるかんねっ！
2016年4月2日から12月24日まで、毎週日曜3時30分〜4時（土曜深夜27時30分〜28時）に文化放送で放送、およびマクロスポータルサイトで毎週日曜4時（土曜深夜28時）より配信された。パーソナリティは、内田雄馬（ハヤテ・インメルマン役）、鈴木みのり（フレイア・ヴィオン役）、西田望見（マキナ・中島役）。
2016年6月25日放送分は、プロ野球中継延長の影響で文化放送では休止となり、インターネット配信のみとなった。
| 文化放送 土曜27:30 - 28:00枠           | 文化放送 土曜27:30 - 28:00枠                                | 文化放送 土曜27:30 - 28:00枠        |
| 前番組                                 | 番組名                                                      | 次番組                              |
| -------------------------------------- | ----------------------------------------------------------- | ----------------------------------- |
| NMB48山本彩の、レギュラーとれてもうた! | マクロスΔ ゴリゴリラジオしちゃるかんねっ! - 本番組よりA&G枠 | Fate/Grand Order カルデア・ラジオ局 |

## 関連作品

### アニメ映画
劇場版マクロスΔ 激情のワルキューレ
2018年2月9日公開。テレビ版の既存映像と新作映像を組み合わせ、新たな物語として構成（河森は「改・構成」と表現）した作品。
劇場版マクロスΔ 絶対LIVE!!!!!!
2021年10月8日、『劇場短編マクロスF 〜時の迷宮〜』との同時上映で公開された完全新作劇場版。『激情のワルキューレ』の続編で、ウィンダミアとの戦争が沈静化した西暦2068年を舞台に武装組織「ヘイムダル」との戦いを描く。

### 漫画
講談社と一迅社の月刊漫画誌で4作品が連載。
マクロスΔ
タツヲ作画。講談社『月刊少年シリウス』2016年6月号から2018年3月号まで連載。テレビアニメ本編の漫画化。
1. 2016年9月9日発売、ISBN 978-4-06-390658-5
2. 2017年3月9日発売、ISBN 978-4-06-390701-8
3. 2017年10月6日発売、ISBN 978-4-06-390733-9
4. 2018年2月9日発売、ISBN 978-4-06-510936-6

マクロスΔ外伝 マクロスE（エクストラ）
一文字蛍作画。講談社『マガジンSPECIAL』2016年6号から2017年2月号まで連載。西暦2062年の惑星ピプレを舞台に、ケイオスが行うヴァール鎮圧実験「プロジェクト・スローンズ」を描いた公式外伝。

マクロスΔ 銀河を導く歌姫
満月シオン作画。一迅社『月刊ComicREX』2016年6月号から2017年11月号まで連載。テレビアニメ第1クール（第13話）までのストーリーをフレイア視点で描いた漫画化作品。
1. 2016年9月27日発売、ISBN 978-4-7580-6618-1
2. 2017年4月27日発売、ISBN 978-4-7580-6657-0
3. 2017年10月27日発売、ISBN 978-4-7580-6689-1

マクロスΔ 黒き翼の白騎士
藤小豆作画。一迅社『コミックZERO-SUM』2016年6月号から2017年5月号まで連載。空中騎士団のキースを主人公にしたサイドストーリー。騎士学校での仲間との出会いや、ウィンダミア第一次独立戦争に至る流れが描かれる。
1. 2016年10月25日発売、ISBN 978-4-7580-3226-1
2. 2017年4月25日発売、ISBN 978-4-7580-3271-1

### 小説
小太刀右京によるノベライズ作品が講談社ラノベ文庫より発売されている。
1. 『マクロスΔ 1 アル・シャハルの少女』 2016年8月2日発売、ISBN 978-4-06-381549-8
2. 『マクロスΔ 2 ウィンダミア空中騎士団』 2017年3月2日発売、ISBN 978-4-06-381566-5

## イベント
「マクロスΔ」×HANA・BIYORI ようこそワルキューレガーデンへ
2025年5月30日から6月29日にかけて、『マクロスΔ』とよみうりランドのフラワーパーク「HANA・BIYORI」のコラボレーションイベントを開催。